# Serjania piscatoria
Serjania piscatoria är en kinesträdsväxtart som beskrevs av Ludwig Radlkofer. Serjania piscatoria ingår i släktet Serjania och familjen kinesträdsväxter. Inga underarter finns listade i Catalogue of Life.